# Wiktor Michailowitsch Gluschkow

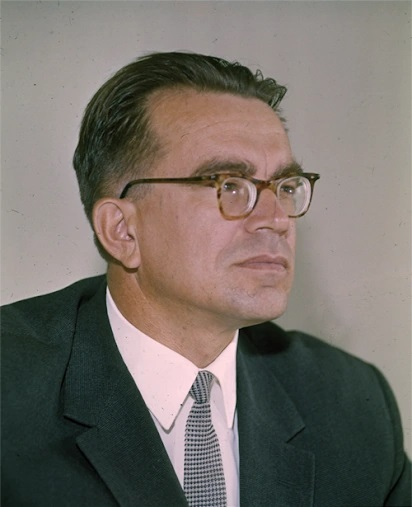
Wiktor Michailowitsch Gluschkow

Wiktor Michailowitsch Gluschkow (russisch Ви́ктор Миха́йлович Глушко́в, englische Transkription Victor Glushkov; * 24. August 1923 in Rostow am Don; † 30. Januar 1982 in Moskau) war ein sowjetischer Informatiker.

## Leben
Gluschkow war der Sohn eines Bergbauingenieurs und machte 1948 sein Mathematik-Diplom an der Universität Rostow. 1952 promovierte er an der Lomonossow-Universität in Moskau, wobei er sich mit dem fünften Hilbertproblem beschäftigte. Bald darauf wechselte sein Interesse zur von Norbert Wiener begründeten Kybernetik. Ab 1956 war er als Nachfolger des nach Moskau wechselnden Sergei Alexejewitsch Lebedew Direktor des Rechenzentrums der Ukrainischen Akademie der Wissenschaften, aus dem 1962 das Institut für Kybernetik der Ukrainischen Akademie in Kiew wurde, das später nach Gluschkow benannt wurde. Einer der ersten Aufgaben von Gluschkow in Kiew war die Weiterentwicklung eines Elektronenröhren-Computers Kiew, für den Lebedew die Grundlagen gelegt hatte. Seit 1957 war er Professor an der Universität Kiew und einer der Initiatoren der Fakultät für Kybernetik der Universität. Einer seiner Studenten dort war Naum Schor.
Gluschkow gilt als einer der Gründungsväter der Informatik und Kybernetik in der Sowjetunion. Er arbeitete sowohl theoretisch (zum Beispiel Automatentheorie, Künstliche Intelligenz), als Hardware-Computer-Architekt (Pipeline-Architekturen), aber auch in der praktischen Umsetzung auf gesellschaftlicher Ebene, beispielsweise versuchte er ab 1962 lange Zeit und mit großem persönlichem Engagement die Wirtschaftsverwaltung in der Sowjetunion zu automatisieren, stieß aber auf großen Widerstand und wurde schließlich gestoppt (Staatliches automatisiertes System zur Datenerhebung und -verarbeitung, OGAS).
Gluschkow leitete 1965 bis 1969 die Entwicklung der Computerserie MIR (MIR 1 und 2, MIR für Maschine für Ingenieursberechnungen). Sie war ein relativ kleiner Computer für Verwendung in Wissenschaft und in Ingenieurbüros, der aber fortschrittliche Designmerkmale hatte: in der Hardware waren Merkmale einer höheren Programmiersprache implementiert (für symbolische Manipulation mit Brüchen, Integralen, Ableitungen, Polynomen) und es gab einen interaktiven Bildschirmarbeitsplatz, an dem man mit einem Lichtschreiber Formeln und Graphiken am Bildschirm korrigieren konnte.
Er entwickelte auch den Supercomputer ES-1766 mit Pipeline-Architektur.
1968 und 1977 gewann er den sowjetischen Staatspreis und 1970 und 1981 den ukrainischen Staatspreis. 1964 erhielt er den Leninpreis und 1967 und 1975 den Leninorden. 1969 wurde er Held der Sozialistischen Arbeit und 1973 erhielt er den Orden der Oktoberrevolution. 1996 erhielt er den Computer Pioneer Award der IEEE. 1964 wurde er Mitglied der Sowjetischen Akademie der Wissenschaften und 1961 wurde er Mitglied der Ukrainischen Akademie der Wissenschaften, deren Vizepräsident er seit 1964 war. Gluschkow war Mitglied der Polnischen und der Bulgarischen Akademie der Wissenschaften, der Akademie der Wissenschaften der DDR und der Leopoldina. 1966 war er Invited Speaker auf dem Internationalen Mathematikerkongress in Moskau (Automatenalgebraische Aspekte der Optimierung von Mikroprogrammregelungssystemen).
Gluschkow starb 58-jährig in Moskau und wurde in Kiew auf dem Baikowe-Friedhof bestattet.